# Upogebia wuhsienweni
Upogebia wuhsienweni är en kräftdjursart som beskrevs av Yu 1931. Upogebia wuhsienweni ingår i släktet Upogebia och familjen Upogebiidae. Inga underarter finns listade i Catalogue of Life.